# Lycosa howarthi
Lycosa howarthi là một loài nhện trong họ Lycosidae.
Loài này thuộc chi Lycosa. Lycosa howarthi được Willis J. Gertsch miêu tả năm 1973.